# Boyds (Washington)
Boyds es un área no incorporada ubicada en el condado de Ferry en el estado estadounidense de Washington.

## Geografía
Boyds se encuentra ubicado en las coordenadas 48°42′50″N 118°7′54″O / 48.71389, -118.13167.